# Luchthaven Boergas
De luchthaven Boergas (IATA: BOJ, ICAO: LBBG) (Bulgaars: Летище Бургас; Letisjte Boergas) is een internationale luchthaven in de Bulgaarse stad Boergas. De luchthaven verwerkt vooral toeristen tijdens het zomerseizoen. Met 2.878.883 passagiers in 2016 is het de tweede grootste luchthaven van het land, na luchthaven Sofia.

## Geschiedenis
De luchthaven is in 1937 ontstaan op verzoek van de Franse maatschappij CIDNA. Tien jaar later, in 1947, begon Balkan Bulgarian Airlines binnenlandse vluchten naar Plovdiv en Sofia met Junkers Ju 52/3m. In de decennia erna werd de luchthaven uitgebreid en gemoderniseerd door o.a. het bouwen van een landingsbaan in beton. In de jaren 70 was Boergas al uitgegroeid tot een internationale luchthaven met 45 bestemmingen.
De luchthaven van Boergas kreeg te maken met een zeer grote drukte door het groeiende toerisme in Bulgarije en moest daardoor ingrijpende veranderingen ondergaan om de toekomstige passagiersgroei verder aan te kunnen. In juni 2006 kreeg het Duitse vervoersbedrijf Fraport AG Frankfurt Airport Services Worldwide een 35-jarige concessie op zowel de luchthaven van Varna als de luchthaven van Boergas in ruil voor een investering van meer dan 500 miljoen euro.
Op 18 juli 2012 ontplofte op het luchthaventerrein een bom op een reisbus met Israëlische passagiers. De explosie doodde zeven mensen en veroorzaakte 32 gewonden.

## Infrastructuur

### Terminals
In december 2011 begon de bouw van de nieuwe Terminal 2, met een geplande capaciteit van 2,7 miljoen passagiers en een oppervlakte van 20.000 m². Het gebouw werd zo ontworpen dat de terminal nog verder uitgebreid zou kunnen worden indien nodig. De bouw was klaar in 2013 en werd in werking gesteld in december van datzelfde jaar. Terminal 2 vervangt de oude Terminal 1, die gebouwd was in de jaren 50 en uitgebreid in de jaren 90. De nieuwe terminal verwerkt nu alle passagiers.

### Landingsbaan
Met 3.200 meter heeft de luchthaven van Boergas de op drie na langste landingsbaan in de Balkan, na Athene, Sofia en Belgrado. Op 31 oktober 2016 begon de renovatie van de taxibanen.

## Statistieken
| Jaar | Passagiers | Passagiers   | Vliegbewegingen | Vliegbewegingen |
| Jaar | Aantal     | Verschil (%) | Aantal          | Verschil (%)    |
| ---- | ---------- | ------------ | --------------- | --------------- |
| 2020 | 424.252    | 85,3         | 4.079           | 79,6            |
| 2019 | 2.885.776  | 12           | 19.954          | 14,3            |
| 2018 | 3.277.229  | 9,9          | 23.284          | 8,5             |
| 2017 | 2.982.339  | 3,6          | 21.466          | 2,8             |
| 2016 | 2.878.883  | 22           | 20.873          | 14,2            |
| 2015 | 2.360.320  | 6,7          | 18.271          | 4,3             |
| 2014 | 2.522.319  | 2,6          | 18.869          | 0,8             |
| 2013 | 2.461.648  | 4,4          | 18.008          | 6,2             |
| 2012 | 2.356.865  | 5,7          | 16.961          | 11,7            |
| 2011 | 2.229.045  | 19           | 19.215          | 19              |
| 2010 | 1.872.618  | 11,2         | 13.774          | 15,2            |
| 2009 | 1.683.786  | 12,3         | 11.956          | 13,3            |
| 2008 | 1.920.623  | 0,8          | 13.794          | 1,4             |
| 2007 | 1.937.625  | 13,4         | 13.606          | 1,8             |
| 2006 | 1.708.199  | 9,8          | 13.364          | 12,8            |
| 2005 | 1.555.603  | 16           | 11.842          | 10,7            |
| 2004 | 1.342.173  | 30,8         | 10.692          | 31,4            |
| 2003 | 1.026.037  | 33,7         | 8.136           | 24,8            |
| 2002 | 767.476    | 29,1         | 6.515           | 15,6            |
| 2001 | 594.396    | 49,3         | 5.633           | 7,8             |
| 2000 | 398.015    | 17,3         | 5.224           | 8,7             |
| 1999 | 339.297    | 21,6         | 5.722           | 6,1             |
| 1998 | 433.024    |              | 6.092           |                 |

## Incidenten en ongevallen
- Op 18 juli 2012 vond er een aanslag plaats. Een zelfmoordterrorist stapte op een bus die Israëlische burgers aan het vervoeren was naar Sunny Beach. De explosie doodde zes mensen, waaronder ook de pleger zelf, en verwondde er nog eens 32. De luchthaven werd als gevolg voor 30 uur gesloten en de meeste vluchten werden omgeleid naar Varna.